# Raionul Kremeneț, Ternopil
Kremeneț (în ucraineană Кременецький район, transliterat: Kremenețkîi raion) este un raion în regiunea Ternopil, Ucraina. Reședința sa este orașul Kremeneț.

## Demografie
Componența lingvistică a raionului Kremeneț
     Ucraineană (98,69%)
     Rusă (1,11%)
     Alte limbi (0,16%)
Conform recensământului din 2001, majoritatea populației raionului Kremeneț era vorbitoare de ucraineană (98,69%), existând în minoritate și vorbitori de rusă (1,11%).